# Unter den Linden (Fernsehsendung)
Unter den Linden (Eigenschreibweise: unter den linden) ist eine politische Talkshow des deutschen TV-Senders Phoenix, die montags ausgestrahlt wird.

## Hintergrund
Die Sendung wird von Michaela Kolster und Thomas G. Becker im Wechsel moderiert, die mit in der Regel zwei Gästen ein gesellschaftspolitisches Thema diskutieren. Bis März 2020 fand die Diskussion vor Publikum statt. Das Studio, in dem die Sendung produziert wird, befindet sich im Berliner Zollernhof an der Straße Unter den Linden. Daher der Titel der Talkshow.
Talkgäste sind Politiker, Wissenschaftler und andere bekannte Personen, die etwas zu dem jeweiligen Thema der Sendung beitragen können.

## Spezialsendungen
In unregelmäßigen Abständen wird unter dem Titel unter den linden Spezial eine zusammenhängende wöchentliche Talkreihe zu einem bestimmten Thema gesendet. Die Beiträge werden wochentags unregelmäßig im Programm platziert.

## Moderatoren

### Gegenwärtig
- Michaela Kolster
- Thomas G. Becker (seit 2021)

### Ehemals
- Bodo H. Hauser (2002–2004)
- Tina Hassel (2002–2003)
- Hartmann von der Tann (2003–2008)
- Christoph Minhoff (2005–2012)
- Michael Hirz (2008–2017)
- Helge Fuhst (2017–2019)
- Alfred Schier (bis 2021)
- Eva Lindenau (2019–2021)